# 山东社鼠
山东社鼠（学名：Niviventer sacer），一种分布于中国山东地区的啮齿动物，隶属于鼠科白腹鼠属社鼠种团。本种是英国学者奥德菲尔德·托马斯于1908年描述发表。模式产地为山东烟台。本种最初被视为北社鼠（Niviventer confucianus）山东亚种，也有学者认为是短尾社鼠（Niviventer bukit）的同物异名。2020年，有学者通过分子、核型和形态学证据，支持本种为独立物种。